# Пихтовский район
Пихтовский район — административно-территориальная единица в составе Западно-Сибирского края и Новосибирской области РСФСР, существовавшая в 1935—1955 годах.
Пихтовский район был образован в составе Западно-Сибирского края 20 ноября 1935 года, путём выделения из Колыванского района. Центром района было назначено село Пихтовка.
28 сентября 1937 года Пихтовский район был отнесён к Новосибирской области.
В 1945 году в район входили 10 сельсоветов: Атузский, Воробьёвский, Коноваловский, Королевский, Мальчихинский, Ново-Еловский, Орловский, Пихтовский, Усть-Тоинский, Черемшанский.
20 сентября 1955 года Пихтовский район был упразднён, а его территория передана в Колыванский район.